# Miguel Ángel Fernández
Miguel Ángel Fernández Ruiz (Santander, 21 maart 1997) is een Spaans wielrenner die in 2023 prof werd bij Equipo Kern Pharma.

## Carrière
In 2017 werd Fernández, namens een Spaanse nationale selectie, zevende in de Ronde van La Rioja. Daarnaast behaalde hij tussen 2016 en 2021 meerdere overwinningen er ereplaatsen in het Spaanse amateurcircuit. Na een stageperiode aan het einde van 2022, werd Fernández in 2023 prof bij Burgos-BH. In januari van dat jaar behaalde hij zijn eerste profoverwinning toen hij in de vijfde etappe van La Tropicale Amissa Bongo de massasprint won. In september werd bekend dat hij, ondanks een doorlopend contract, in 2024 de overstap naar Equipo Kern Pharma zou maken.

## Overwinningen
2023
5e etappe La Tropicale Amissa Bongo

## Ploegen
- 2020 –  Gios Kiwi Atlántico
- 2022 –  Global 6 Cycling
- 2022 –  Burgos-BH (stagiair vanaf 1 augustus)
- 2023 –  Burgos-BH
- 2024 –  Equipo Kern Pharma
- 2025 –  Equipo Kern Pharma

Benton · Fernández · Hailemichael · Mitri · Morris · Peltonen · Schunk · Sessler · Sunderland · Watts · Williams · Young
Aparicio · Bol · Cabedo · Díaz (vanaf 3/6) · Domingues · Ezquerra · Fuentes · Langellotti · López-Cózar · Madrazo · Molenaar · Moreno · Muller · Navarro · Okamika · Orts · Pelegrí · Peñalver · Räim · Rubio · Sánchez · Fernández (stagiair) · Franco (stagiair) · Martin (stagiair)
Alleno · Álvarez · Angulo · Aparicio · Ardila (tot 23/8) · Barthe · Bol · Díaz · Ezquerra · Fagundez · M. Fernández · Franco · Fuentes · Langellotti · Madrazo · Mora (vanaf 9/5) · Navarro · Okamika · Orts · Pelegrí · Peñalver · Sánchez · Delgado (stagiair) · S. Fernandez (stagiair)
Agirre · H. Aznar · U. Aznar · Berrade · Brustenga · Castrillo · Cobo · Elosegui · Fernández · Galván · García Pierna · Gutiérrez · Iribar · Jaime · López · Marquez · Miquel · Parra · Retegi · Ruiz · Sánchez · Soto · Uriarte · van der Tuuk · Azanza (stagiair) · Carrascosa (stagiair) · Etxeberria (stagiair)